# Фудбалска репрезентација Босне и Херцеговине
Фудбалска репрезентација Босне и Херцеговине представља Босну и Херцеговину у фудбалским такмичењима организованим од стране УЕФА-е и ФИФА-е, под контролом Фудбалског савеза Босне и Херцеговине. Репрезентација је настала након проглашавања независности Босне и Херцеговине и отцепљења од Југославије.

## Резултати

### Светско првенство
| Година         | Коло                  | Позиција              | ИГ                    | П                     | Н                     | И                     | ГД                    | ГП                    |
| -------------- | --------------------- | --------------------- | --------------------- | --------------------- | --------------------- | --------------------- | --------------------- | --------------------- |
| до 1990.       | Део Југославије       | Део Југославије       | Део Југославије       | Део Југославије       | Део Југославије       | Део Југославије       | Део Југославије       | Део Југославије       |
| 1994.          | Није учествовала      | Није учествовала      | Није учествовала      | Није учествовала      | Није учествовала      | Није учествовала      | Није учествовала      | Није учествовала      |
| 1998. до 2010. | Није се квалификовала | Није се квалификовала | Није се квалификовала | Није се квалификовала | Није се квалификовала | Није се квалификовала | Није се квалификовала | Није се квалификовала |
| 2014.          | Групна фаза           | 20                    | 3                     | 1                     | 0                     | 2                     | 4                     | 4                     |
| 2018.          | Није се квалификовала | Није се квалификовала | Није се квалификовала | Није се квалификовала | Није се квалификовала | Није се квалификовала | Није се квалификовала | Није се квалификовала |
| 2022.          | Није се квалификовала | Није се квалификовала | Није се квалификовала | Није се квалификовала | Није се квалификовала | Није се квалификовала | Није се квалификовала | Није се квалификовала |
| Укупно         | 1/7                   | -                     | 3                     | 1                     | 0                     | 2                     | 4                     | 4                     |

### Европско првенство
| Година         | Коло                  | Позиција              | ИГ                    | П                     | Н                     | И                     | ГД                    | ГП                    |
| -------------- | --------------------- | --------------------- | --------------------- | --------------------- | --------------------- | --------------------- | --------------------- | --------------------- |
| до 1992.       | Део Југославије       | Део Југославије       | Део Југославије       | Део Југославије       | Део Југославије       | Део Југославије       | Део Југославије       | Део Југославије       |
| 1996.          | Није учествовала      | Није учествовала      | Није учествовала      | Није учествовала      | Није учествовала      | Није учествовала      | Није учествовала      | Није учествовала      |
| 2000. до 2024. | Није се квалификовала | Није се квалификовала | Није се квалификовала | Није се квалификовала | Није се квалификовала | Није се квалификовала | Није се квалификовала | Није се квалификовала |
| Укупно         | 0/8                   |                       |                       |                       |                       |                       |                       |                       |

### Лига нација
| Рекорди у УЕФА Лиги нација | Рекорди у УЕФА Лиги нација | Рекорди у УЕФА Лиги нација | Рекорди у УЕФА Лиги нација | Рекорди у УЕФА Лиги нација | Рекорди у УЕФА Лиги нација | Рекорди у УЕФА Лиги нација | Рекорди у УЕФА Лиги нација | Рекорди у УЕФА Лиги нација | Рекорди у УЕФА Лиги нација | Рекорди у УЕФА Лиги нација |
| Сезона                     | Лига                       | Група                      | ИГ                         | П                          | Н                          | И                          | ГД                         | ГП                         | П/И                        | Поз.                       |
| -------------------------- | -------------------------- | -------------------------- | -------------------------- | -------------------------- | -------------------------- | -------------------------- | -------------------------- | -------------------------- | -------------------------- | -------------------------- |
| 2018/19.                   | Б                          | 3                          | 4                          | 3                          | 1                          | 0                          | 5                          | 1                          | Раст                       | 13.                        |
| 2020/21.                   | А                          | 1                          | 6                          | 0                          | 2                          | 4                          | 3                          | 11                         | Пад                        | 15.                        |
| 2022/23.                   | Б                          | 3                          | 6                          | 3                          | 2                          | 1                          | 8                          | 8                          | Раст                       | 18.                        |
| Укупно                     | Укупно                     | Укупно                     | 16                         | 6                          | 5                          | 5                          | 16                         | 20                         |                            |                            |

## Тренутни састав
Ажурирано 14. октобра 2020. после утакмице против Пољске.
| Бр. | Поз. | Играч                             | Датум рођења       | Наступи | Голови | Клуб                                     |
| --- | ---- | --------------------------------- | ------------------ | ------- | ------ | ---------------------------------------- |
| 12  | Г    | Ибрахим Шехић                     | 2. септембар 1988. | 31      | 0      | Коњаспор                                 |
| 22  | Г    | Кенан Пирић                       | 7. јул 1994.       | 2       | 0      | Марибор                                  |
|     |      |                                   |                    |         |        |                                          |
| 5   | О    | Сеад Колашинац                    | 20. јун 1993.      | 34      | 0      | Арсенал                                  |
| 4   | О    | Дарко Тодоровић                   | 5. мај 1997.       | 11      | 0      | Хајдук Сплит                             |
| 17  | О    | Синиша Саничанин                  | 24. април 1995.    | 5       | 0      | Војводина                                |
| 2   | О    | Бојан Настић                      | 6. јул 1994.       | 4       | 0      | БАТЕ Борисов                             |
| 15  | О    | Бранимир Ципетић                  | 24. мај 1995.      | 3       | 0      | Широки Бријег                            |
| 16  | О    | Денис Хаџикадунић                 | 9. јул 1998.       | 2       | 0      | Ростов                                   |
| 3   | О    | Анел Ахмедхоџић                   | 26. март 1999.     | 2       | 0      | Малме                                    |
|     |      |                                   |                    |         |        |                                          |
| 10  | С    | Миралем Пјанић (заменик капитена) | 2. април 1990.     | 95      | 15     | Барселона                                |
| 8   | С    | Един Вишћа                        | 17. фебруар 1990.  | 54      | 10     | Истанбул Башакшехир                      |
| 13  | С    | Гојко Цимирот                     | 19. децембар 1992. | 26      | 0      | Стандард Лијеж                           |
| 19  | С    | Раде Крунић                       | 7. октобар 1993.   | 16      | 2      | Милан                                    |
| 14  | С    | Амер Гојак                        | 13. фебруар 1997.  | 15      | 4      | Торино                                   |
| 23  | С    | Дени Милошевић                    | 9. март 1995.      | 10      | 1      | Коњаспор                                 |
| 21  | С    | Стјепан Лончар                    | 10. новембар 1996. | 6       | 0      | Ријека                                   |
| 6   | С    | Амир Хаџиахметовић                | 8. март 1997.      | 5       | 0      | Коњаспор                                 |
| 20  | С    | Харис Хајрадиновић                | 18. фебруар 1994.  | 4       | 1      | Касимпаша                                |
| —   | С    | Дино Хотић                        | 26. јул 1995.      | 2       | 0      | Серкл Бриж                               |
| 7   | С    | Бенџамин Татар                    | 17. мај 1994.      | 1       | 0      | Сарајево                                 |
|     |      |                                   |                    |         |        |                                          |
| 11  | Н    | Един Џеко (капитен)               | 17. март 1986.     | 112     | 59     | Рома                                     |
| 18  | Н    | Милан Ђурић                       | 22. мај 1990.      | 15      | 7      | Шаблон:Подаци о застави =ИТА Салернитана |
| 9   | Н    | Смаил Превљак                     | 10. мај 1995.      | 2       | 0      | Ојпен                                    |

## Статистика играча

### Највише наступа
| #  | Играч              | Период    | Утакмице | Голови |
| -- | ------------------ | --------- | -------- | ------ |
| 1  | Един Џеко          | 2007—     | 112      | 59     |
| 2  | Миралем Пјанић     | 2008—     | 98       | 15     |
| 3  | Емир Спахић        | 2003—2018 | 94       | 6      |
| 4  | Звјездан Мисимовић | 2004—2018 | 85       | 25     |
| 5  | Ведад Ибишевић     | 2007—2018 | 83       | 28     |
| 6  | Асмир Беговић      | 2009—     | 63       | 0      |
| 7  | Харис Медуњанин    | 2009—2018 | 60       | 9      |
| 8  | Сенад Лулић        | 2008—2017 | 57       | 4      |
| 9  | Един Вишћа         | 2010—     | 55       | 10     |
| 10 | Елвир Болић        | 1996—2006 | 51       | 22     |

### Највише голова
| #  | Играч              | Период    | Голови | Утакмице |
| -- | ------------------ | --------- | ------ | -------- |
| 1  | Един Џеко          | 2007—     | 59     | 112      |
| 2  | Ведад Ибишевић     | 2007—2018 | 28     | 83       |
| 3  | Звјездан Мисимовић | 2004—2018 | 25     | 85       |
| 4  | Елвир Болић        | 1996—2006 | 22     | 51       |
| 5  | Сергеј Барбарез    | 1998—2006 | 17     | 47       |
| 6  | Миралем Пјанић     | 2008—     | 15     | 98       |
| 7  | Елвир Баљић        | 1996—2005 | 14     | 38       |
| 8  | Златан Муслимовић  | 2006—2011 | 12     | 30       |
| 9  | Един Вишћа         | 2010—     | 10     | 55       |
| 10 | Харис Медуњанин    | 2009—2018 | 9      | 60       |

## Селектори
- Фуад Музуровић (1995—1998)
- Џемалудин Мушовић (1998—1999)
- Фарук Хаџибегић (1999)
- Мишо Смајловић (2000—2001)
- Блаж Слишковић (2002—2006)
- Фуад Музуровић (2006—2007)
- Мехо Кодро (2008)
- Мирослав Блажевић (2008—2009)
- Сафет Сушић (2010—2014)
- Мехмед Баждаревић (2014—2017)
- Роберт Просинечки (2018—2019)
- Душан Бајевић (2019—2020)
- Ивајло Петев (2021—2022)
- Фарук Хаџибегић (2023)
- Мехо Кодро (2023)
- Саво Милошевић (2023—данас)